# 宗沢
宗 沢（そう たく、嘉祐4年12月14日（1060年1月20日）- 建炎2年7月12日（1128年8月9日））は、中国宋代の政治家・武将。字は汝霖。諡は忠簡。

## 生涯

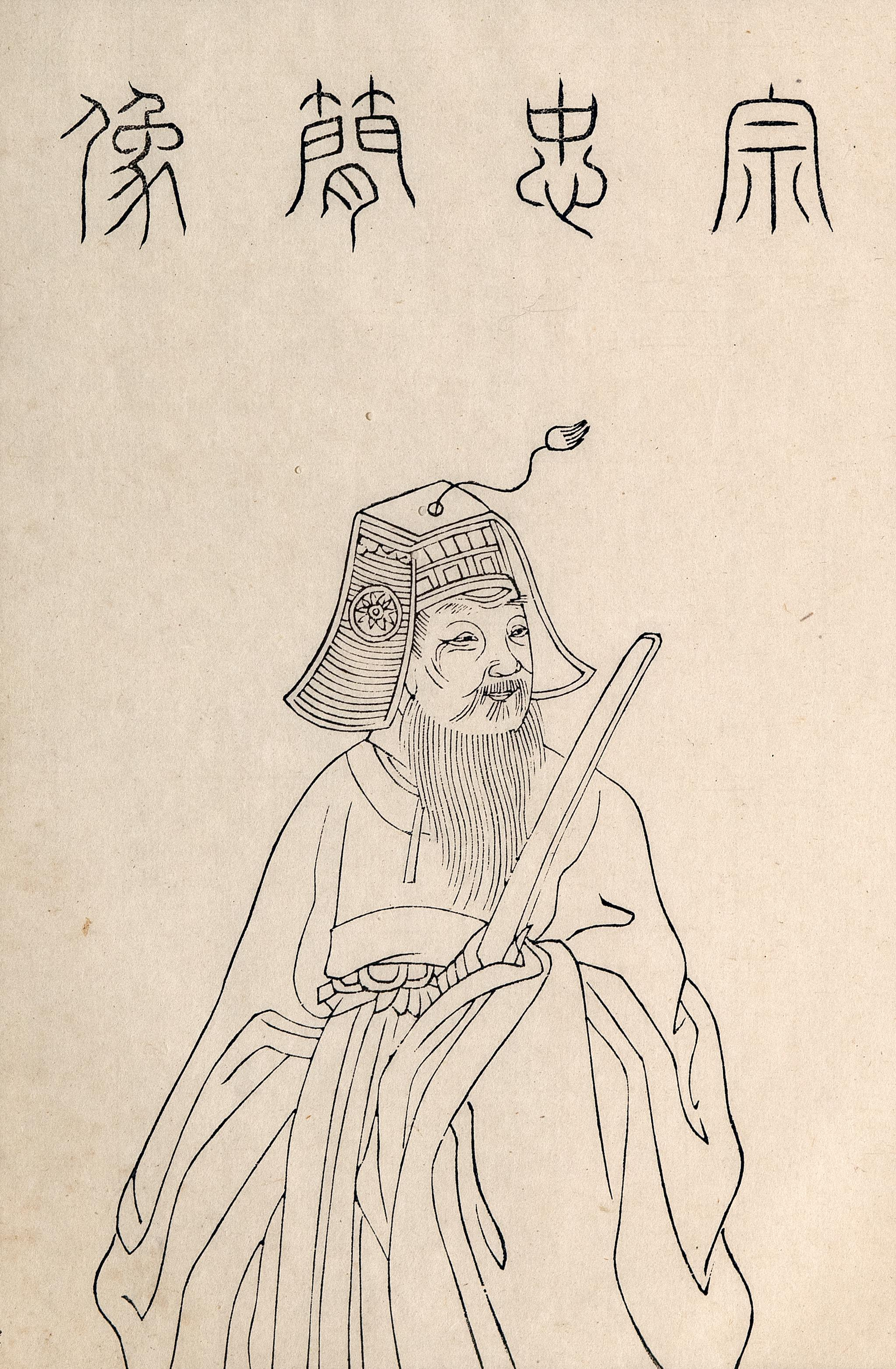
宗沢

婺州義烏県の出身。若いときから豪邁果敢であり大志を持ち、北宋の元祐6年（1091年）に進士となる。州郡の官吏として治績をあげたが、登州通判を務めた後は隠退して東陽に住む。靖康元年（1126年）に靖康の変が起こると講和使に任命されたが、宗沢が安直な妥協を拒んで和議が不成立となるのを案じられ、磁州知州に転任させられた。よく城を警衛し糧食を貯え、戦功を重ねたので副元帥に昇任し、大元帥・康王（後の高宗）を補佐して金の侵略を阻止した。
その翌年に金が徽宗・欽宗を連行して北方へもどり、宋の宰相であった張邦昌を「楚」の皇帝に据えた際、宗沢は康王に勧めて南京で皇帝に即位させた。このことにより宰相の李綱に知られ、大いに用いられる。開封府知府から東京開封府留守に昇進し、盗賊を鎮圧し金から国を防衛したことにもっとも功績があった。金人は彼を「宗爺爺」と呼び怖れたという。前後20回以上も上疏して、開封に還幸し金と抗戦するよう高宗に訴えたが、すでに李綱がいない朝廷では和議を理由としてこの策を用いようとしなかったため、宗沢は憤激のあまり病となり、建炎2年（1128年）7月に没する。享年70。観文殿学士・通議大夫を追贈された。
南宋の忠臣として尊信され、名将の岳飛は彼によって見いだされたともいう。著書に『宗忠簡公集』がある。

## 七言詩
| 華陰道中       |                                 |
| 煙遮晃白初疑雪 | 煙は遮って晃白 初めは雪かと疑う |
| 日映斕斑却是花 | 日が映じて斕斑 却って是れ花か   |
| 馬渡急流行小崦 | 馬は急流を渡って小崦を行く      |
| 柳絲如織映人家 | 柳絲 織るが如く人家を映ず       |

## 評
日本の長野豊山は宗忠簡の詩「華陰道中」七絶を愛し、「尋常詩家の及ぶところにあらざるなり」と評している。